# Sparkasse Südpfalz
Die Sparkasse Südpfalz ist eine rheinland-pfälzische Sparkasse mit Sitz in Landau in der Pfalz. Sie ist eine Anstalt des öffentlichen Rechts.

## Organisationsstruktur
Das Geschäftsgebiet der Sparkasse Südpfalz umfasst den Landkreis Südliche Weinstraße, den Landkreis Germersheim sowie die kreisfreie Stadt Landau in der Pfalz. Träger der Sparkasse ist der Zweckverband Sparkasse Südpfalz, dem der Landkreis Südliche Weinstraße, der Landkreis Germersheim sowie die Städte Landau i. d. Pfalz, Kandel, Germersheim und Edenkoben angehören. Rechtsgrundlagen der Sparkasse sind das Sparkassengesetz für Rheinland-Pfalz und die Satzung der Sparkasse. Organe der Sparkasse sind der Verwaltungsrat und der Vorstand.
Die Sparkasse Südpfalz ist Mitglied des Sparkassenverbandes Rheinland-Pfalz und über diesen auch im Deutschen Sparkassen- und Giroverband.

## Geschichte
Die Sparkasse Südpfalz entstand per 1. Januar 2021 aus der Fusion der Sparkassen Sparkasse Südliche Weinstraße (ihrerseits entstanden aus der Fusion der Kreissparkasse Annweiler-Bad Bergzabern, der Kreis- und Stadtsparkasse Edenkoben und der Kreis- und Stadtsparkasse Landau i. d. Pfalz) und der Sparkasse Germersheim-Kandel (ihrerseits entstanden aus der Fusion der Kreis- und Stadtsparkasse Kandel und der Kreis- und Stadtsparkasse Germersheim).

## Geschäftszahlen
Die Sparkasse Südpfalz wies im Geschäftsjahr 2024 eine Bilanzsumme von 5,464 Mrd. Euro aus und verfügte über Kundeneinlagen von 4,321 Mrd. Euro. Gemäß der Sparkassenrangliste 2024 liegt sie nach Bilanzsumme auf Rang 82. Sie unterhält 46 Filialen/Selbstbedienungsstandorte und beschäftigt 776 Mitarbeiter.